# Majadel
Majadel (en árabe: مجادل‎) es una localidad libanesa que se encuentra en el distrito de Tiro, uno de los distritos que conforman la gobernación del sur del Líbano.

## Geografía
Son 98 kilómetros lejos de Beirut, la capital del Líbano. Su elevación es de 310 metros sobre el nivel del mar. La superficie de Majadel de Tiro se extiende por 225 hectáreas (2,25 km 2).

## Historia
En 1596, fue nombrado como un pueblo, Majadil, en el nahiya otomano (subdistrito) de Tibnin bajo el liwa (distrito) de Safed, con una población de 54 familias, todos de religión musulmana. Los aldeanos pagaban impuestos sobre los productos agrícolas que producían, como cabras y colmenas, además de ingresos ocasionales y una suma fija, con un total de 6.450 akçe.
En 1875, Victor Guérin señaló: "Aquí se ven en este día varios grandes lagares, cada uno compuesto por dos compartimentos excavados en la roca. Una de estas prensas estaba forrada en su interior por pequeños cubos cuadrados, formando un mosaico. Aquí también hay hermosas tumbas excavadas en la roca, algunas con sarcófagos cubiertos con arcosolia arqueada y otros lóculos destinados a sarcófagos; y hay otras tumbas ahuecadas como simples tumbas y cubiertas por pesados bloques más o menos cuadrados. Hay varios sarcófagos rotos, y especialmente un gran trozo de roca cortado para formar un sarcófago doble, cuyos lados están cuidadosamente esculpidos y ornamentados con guirnaldas, discos, árboles, rosales y una hermosa guirnalda apoyada en el centro. por pequeñas columnas. Hay cisternas y dos tanques, uno cuadrado y otro circular, probablemente obra de los pueblos más antiguos que vinieron a vivir a este lugar."
En el año 1881, la encuesta realizada por el Fondo para la Exploración de Palestina lo describió como "una aldea, construida de piedra, con algunas casas en ruinas, que contiene alrededor de 150 metawileh. Está situado en una colina, rodeado de higos, olivos y tierras cultivables. Agua provista de un manantial y de cisternas".

### Localización
El pueblo está rodeado por varios otros pueblos, incluidos Deyrintar, Chehabiye, Mahrouna y Jwaya.